# 拉斐尔·邦贝利

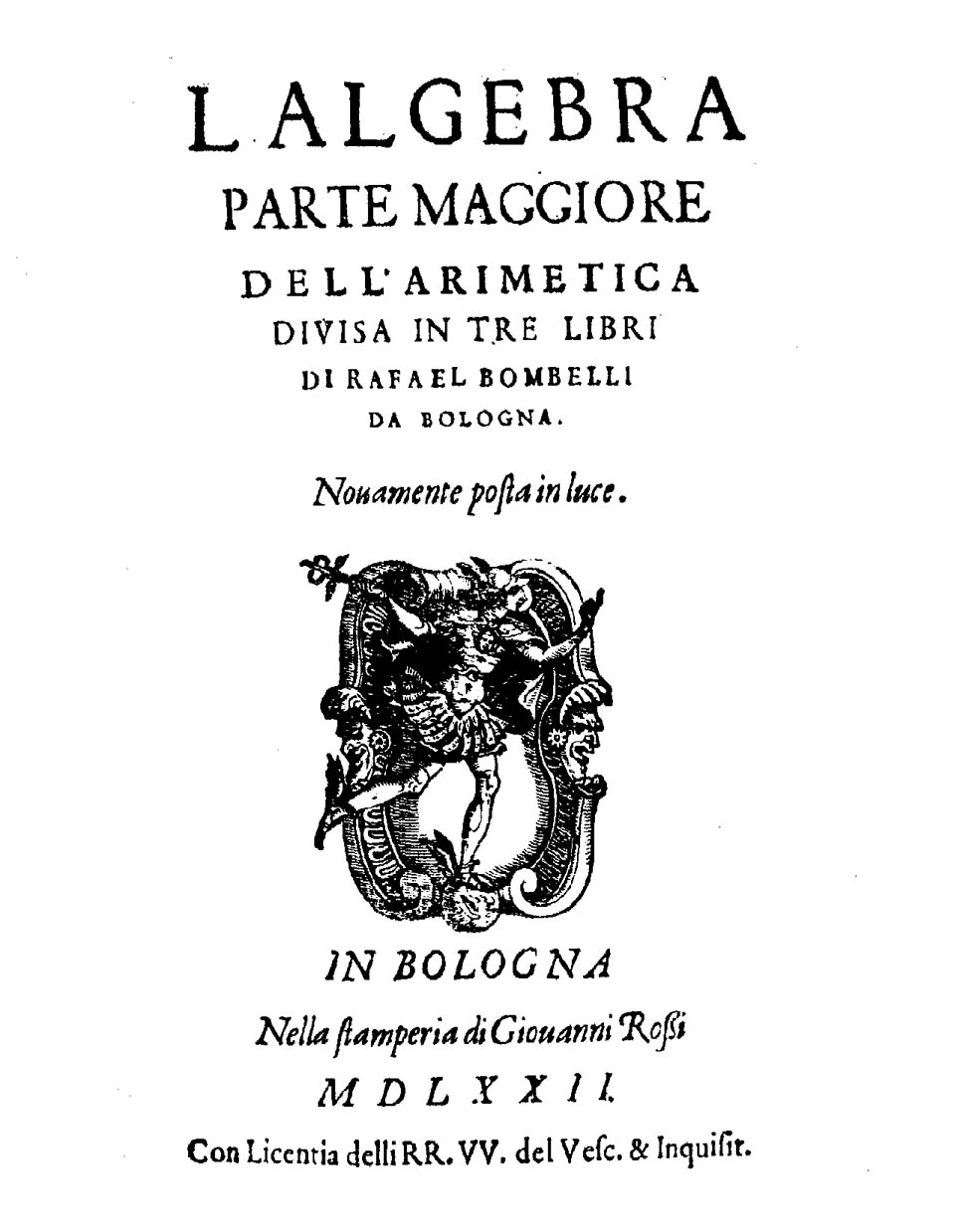
Algebra, 1572

拉斐尔·邦贝利（義大利語：Rafael Bombelli，1526年1月20日—1572年），文艺复兴时期欧洲著名的工程师。同时也是一个卓越的数学家，其出版于1572年的《代数学》一书讨论了负数的平方根（虚数）。该书曾在欧洲产生了广泛影响力。

## 扩展阅读
- Morris Kline, Mathematical Thought from Ancient to Modern Times, 1972, Oxford University Press, New York, ISBN 0-19-501496-0
- David Eugene Smith, A Source Book in Mathematics, 1959, Dover Publications, New York, ISBN 0-486-64690-4